# Lazio
Lazio (Latijn: Latium) is een regio in het midden van Italië die begrensd wordt door Toscane, Umbrië, Abruzzen, Molise, Campania en de Tyrreense Zee. De hoofdstad is Rome. Lazio is onderverdeeld in vijf provincies.
De oppervlakte van de regio neemt ongeveer één zeventiende van het nationale territorium in beslag, oftewel 5,7%. Qua grootte staat de regio op de negende plaats. 9,1% van de Italianen woont in Lazio.
De naam Lazio komt van het oude volk de Latijnen. Het is de bakermat van de Latijnse taal, en daarmee in feite van alle Romaanse talen.
Met Rome als hoofdstad is Lazio een zeer belangrijk gebied wat betreft geschiedenis, kunst, architectuur, archeologie, religie en cultuur in het algemeen. Buiten Rome zijn verspreid over de regio echter ook honderden abdijen, kerken, monumenten en andere bezienswaardigheden te vinden.

## Provincies en belangrijke steden
| Provincie/metropolitane stad | Afkorting | Hoofdstad | Belangrijke plaatsen            |
| ---------------------------- | --------- | --------- | ------------------------------- |
| Frosinone                    | FR        | Frosinone | Cassino                         |
| Latina                       | LT        | Latina    | Gaeta, Terracina, Minturno      |
| Rieti                        | RI        | Rieti     |                                 |
| Rome Hoofdstad               | RM        | Rome      | Tivoli, Velletri, Civitavecchia |
| Viterbo                      | VT        | Viterbo   | Tarquinia                       |